# Thomas Korbun

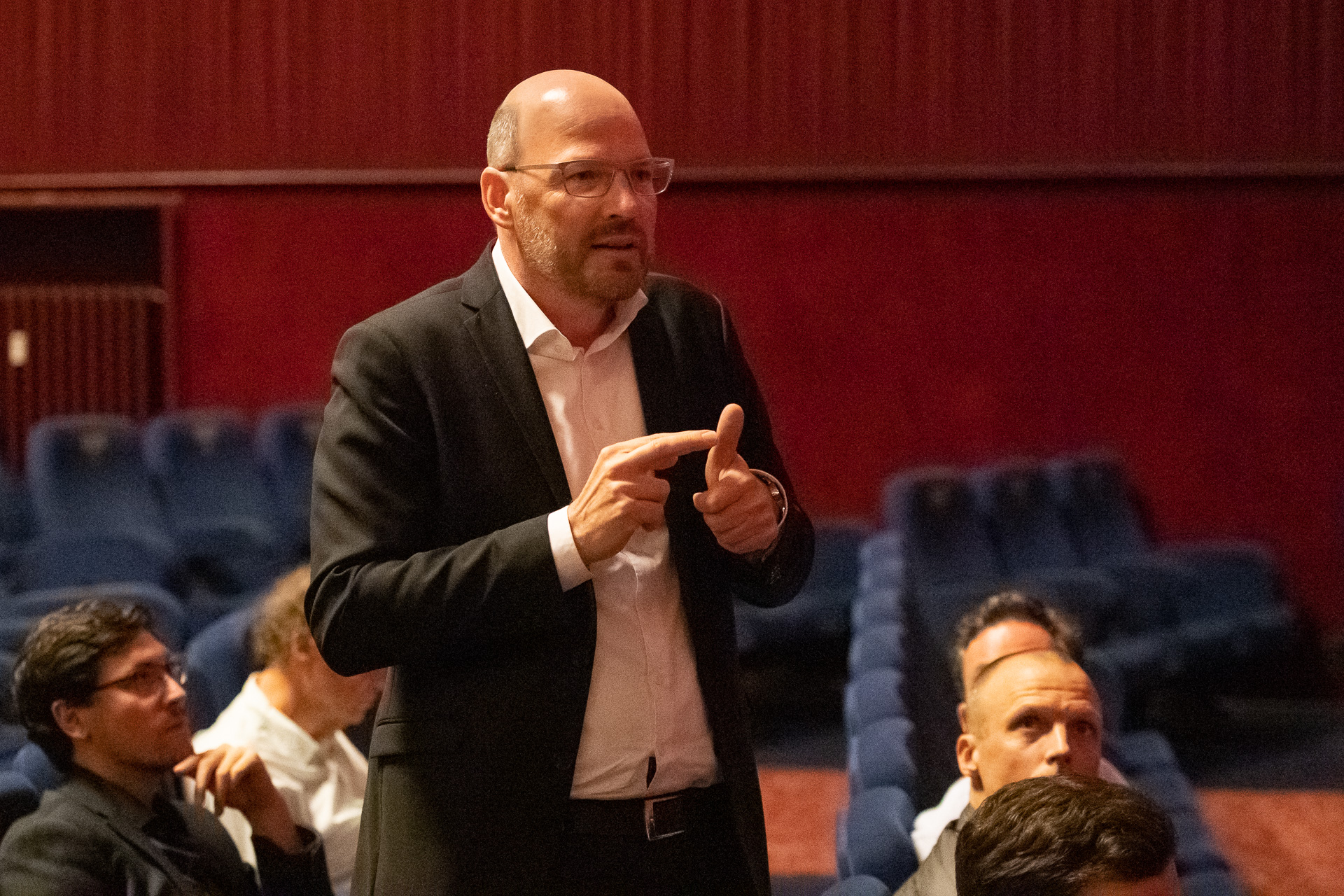
Thomas Korbun bei der Filmvorführung von Scientists for Future im Delphi-Kino

Thomas Korbun (* 1968) ist ein Biologe und Wissenschaftlicher Geschäftsführer des Instituts für ökologische Wirtschaftsforschung (IÖW) in Berlin.

## Werdegang
Thomas Korbun studierte von 1989 bis 1992 Biologie an der Johann Wolfgang Goethe-Universität Frankfurt. 1992 wechselt er an die Philipps-Universität Marburg und studierte dort im Hauptfach Wissenschaftlichen Naturschutz und in den Nebenfächern Zoologie, Offentliches Recht auch Psychologie. 1996 bekam Korbun dort sein Diplom in Biologie. Von 1996 bis 1998 war er Wissenschaftlicher Mitarbeiter der Universität Marburg im Fachgebiet Wissenschaftlicher Naturschutz und zudem Wissenschaftlicher Koordinator eines vom Bundesministerium für Bildung und Forschung und der Deutschen Bundesstiftung Umwelt geförderten Verbundvorhabens im Bereich Agrarlandschaftsforschung in Brandenburg. Zudem war er 1998 Wissenschaftlicher Mitarbeiter der Landesanstalt für Großschutzgebiete des Landes Brandenburg (LAGS) in Eberswalde. Seit dem Jahr 1999 ist Korbun der Wissenschaftlicher Geschäftsführer des IÖW in Berlin. Der Schwerpunkt seiner Arbeit liegt auf Forschungspolitik und Forschungsmanagement, Nachhaltigkeitsstrategien sowie Naturschutz. Des Weiteren ist Korbun seit 2011 Sprecher des Ecological Research Network (Ecornet). Korbun ist auch Mitglied des Vorstands der Vereinigung für ökologische Wirtschaftsforschung e.V. (VÖW).

## Veröffentlichungen
- Thomas Korbun, Alexandra Dehnhardt: Augen auf und durch. Die Agrarwende braucht einen langen Atem. In: Ökologisches Wirtschaften. Band 1/01, 2001, S. 4.
- Jan Nil, Ingo Einacker,Thomas Korbun, Ralf Nordbeck, Alexander Peine: Nachhaltigkeitsstrategien. Sondierung neuerer Ansätze innovativer politischer Langfriststrategien und Ergebnisse einer empirischen Vertiefung im Handlungsfeld Mobilität und Verkehr. Schriftenreihe des IÖW 158/01, Berlin 2001 (ioew.de [PDF]).
- Harald Plachter, Eckhard Heidt, Thomas Korbun, Oliver Tackenberg: Methoden zur Festlegung von Naturschutzzielen in Agrarlandschaften. In: Naturschutz in der Agrarlandschaft. Quelle & Meyer Verlag, Wiebelsheim 2002, S. 101–140.
- Jan Nill, Ingo Einacker, Thomas Korbun, Ralf Nordbeck, Alexander Peine: Politische Strategien für eine nachhaltige Dynamik sozial-ökologischer Transformationen.
- Thomas Korbun, Jan Nill: Dem Jahr der Innovationen fehlt das Ziel. In: Ökologisches Wirtschaften. Band 2/04, 2004, S. 4.
- Niels Kohlschütter, Thomas Korbun, Michael Steinfeldt: Warum Ökoschnitzel schweineteuer sind. In: Ökologie & Landbau. Band 3/2004, 2004, S. 53–54.
- Thomas Korbun, Michael Steinfeld, Niels Kohlschütter: Der wahre Preis für ein Schnitzel. In: Ökologisches Wirtschaften. Band 2/04, 2004, S. 5.
- Thomas Korbun, Michael Steinfeldt, Niels Kohlschütter, Sandra Naumann, Guido Nischwitz, Jesko Hirschfeld, Sabine Walter: Was kostet ein Schnitzel wirklich? Band 171/04. Schriftenreihe des IÖW, 2004 (ioew.de [PDF]).
- Harald Plachter, Thomas Korbun: A methodological primer for the determination of nature conservation targets in agricultural landscapes. In: Martin Flade, Harald Placher, Rolf Schmidt, Werner Arnim (Hrsg.): Nature Conservation in Agricultural Landscape. Quelle & Meyer, Wiebelsheim 2006.
- Jesko Hirschfeld, Julika Weiß, Marcin Preidl,Thomas Korbun: Klimawirkungen der Landwirtschaft in Deutschland. Schriftenreihe des IÖW 186/08, Berlin 2008 (ioew.de [PDF]).
- Jesko Hirschfeld, Julika Weiß, Marcin Preidl, Thomas Korbun: The Impact of German Agriculture on the Climate. In: Commissioned by foodwatch e.V. Schriftenreihe des IÖW 189/08, Berlin 2008 (ioew.de [PDF]).
- Jesko Hirschfeld, Julika Weiß, Thomas Korbun: Klimaschutz und nachhaltige Flächennutzung - Ansätze zu einer klimafreundlichen Agrarpolitik. In: Ökologisches Wirtschaften. Nr. 01/09. München 2009, S. 15–16.
- Jesko Hirschfeld, Julika Weiß, Thomas Korbun: Unterschätzte Potentiale: Klimaeffekte des konventionellen und ökologischen Landbaus. In: Agrarbündnis e.V. (Hrsg.): Der kritische Agrarbericht 2009. ABL-Verlag, Hamma 2009, S. 52–58.
- Reinhard Pfriem, Uwe Schneidewind, Jonathan Barth, Silja Graupe, Thomas Korbun: Transformative Wirtschaftswissenschaft im Kontext nachhaltiger Entwicklung. Metropolis Verlag, Marburg 2017, ISBN 978-3-7316-1286-5.
- Stefan Panther: Möglichkeitswissenschaften: Ökonomie mit Möglichkeitssinn. Hrsg.: Lars Hochmann, Silja Graupe, Thomas Korbun, Uwe Schneidewind. Metropolis, 2019, ISBN 978-3-7316-1378-7 (787 S.).